# Treuddsaftonfly
Treuddsaftonfly (Acronicta tridens) är en fjärilsart som beskrevs av Ignaz Schiffermüller 1776. Treuddsaftonfly ingår i släktet Acronicta och familjen nattflyn. Enligt den finländska rödlistan är arten starkt hotad i Finland. Enligt den svenska rödlistan är arten sårbar, VU, i Sverige. Arten förekommer sällsynt från Skåne till Hälsingland. Artens livsmiljö är tallmyrar. Inga underarter finns listade i Catalogue of Life.

## Bildgalleri

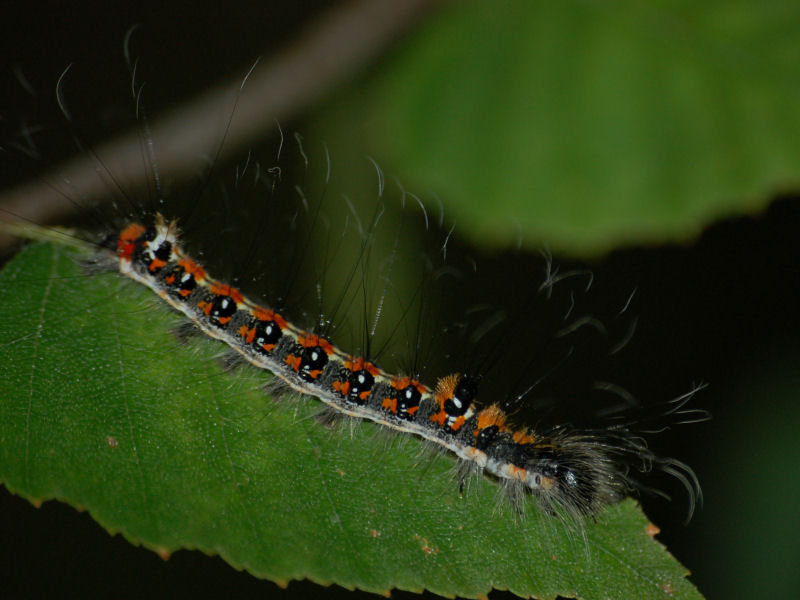